# Gabriel Ursan
Gabriel Ursan este blogger, vlogger, autor și antreprenor român, născut în Galați pe 21 noiembrie 1986. Începând cu anul 2005, Gabriel Ursan lucrează în domeniul vânzărilor de produse și servicii IT&C. Din anul 2008 devine trainer intern de vânzări în cadrul grupului de companii.
Din anul 2009, Gabriel Ursan scrie pe blogul său personal, GabrielUrsan.ro, despre tehnologie, internet, marketing online, dezvoltare personală, criptomonede și stil de viață. În anul 2011 devine asociat cu 10% în brandul aBeauty Clinique, brand românesc care 10 ani mai târziu devine probabil cea mai mare rețea de clinici de estetică facială și corporală din România din momentul respectiv.
Începând cu anul 2016, Gabriel Ursan deține o agenție de publicitate online, iar în anul 2021 devine autorul cărții publicate cu titlul De ce nu Arhivat în 20 iunie 2022, la Wayback Machine. - Cum să faci, ca să faci mai bine.